# Tadeusz Pełczyński

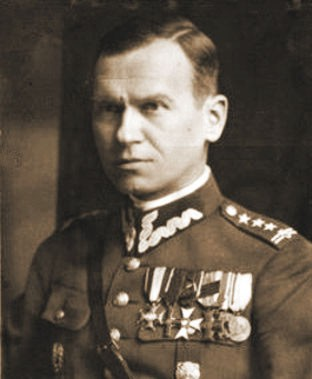
Colonelul (Pułkownik) Tadeusz Pełczyński, ca. 1938

Tadeusz Walenty Pełczyński (nume de cod: Grzegorz, Adam, Wolf, Robak; n. 14 februarie 1892, Varșovia, Imperiul Rus – d. 3 ianuarie 1985, Londra, Anglia, Regatul Unit) a fost general-maior în armata poloneză⁠(d) (generał brygady), ofițer de informații și șef al Secției II al Statului Major secția militară serviciul de informații). 
În timpul celui de-al Doilea Război Mondial, a devenit șef de personal al Armatei Interne (ZWZ, Armia Krajowa; iulie 1941 – octombrie 1944) și comandant adjunct al acesteia (iulie 1943 – octombrie 1944).

## Viața timpurie și educația
Tadeusz Pełczyński a fost fiul lui Ksawery Pełczyński, tehnician la fabrica de zahăr din Sanniki⁠(d), și al Mariei, născută Liczbińska, profesor și a fost strănepotul lui Michał Pełczyński, general în Armata Poloniei Congresului.
Pełczyński a început școala în Łęczyca. În 1905 a participat la o grevă școlară legată de eforturile poloneze de a-și câștiga independența de Imperiul Rus. Și-a continuat studiile la Gimnaziul General Paweł Chrzanowski din Varșovia. În 1911 și-a început studiile medicale la Universitatea din Cracovia. În calitate de student la medicină, a fost membru al organizației patriotice-gimnastice Sokół și al Asociației Tineretului Polonez „Zet” (Związek Młodzieży Polskiej „Zet”). A absolvit un curs militar condus de Zygmunt Zieliński, viitor general al armatei poloneze (general-locotenent).

## Căsătoria și familia
În 1923, Pełczyński s-a căsătorit cu Wanda Filipowska, cu care a avut o fiică, Maria, și un fiu, Krzysztof (Christopher, născut în 1924, care a murit în timpul Revoltei de la Varșovia pe 17 august 1944, din cauza rănilor suferite la 1 august, în prima zi de Răscoală).

## Primul Război Mondial

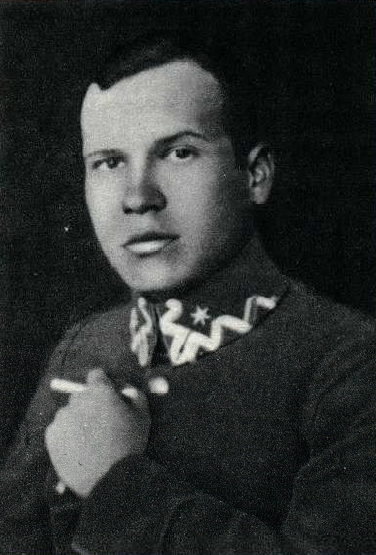
Sublocotenent (Podporucznik) Tadeusz Pełczyński, ca. 1916

Declanșarea Primului Război Mondial în august 1914 l-a găsit pe Pełczyński în vacanță lângă Włocławek. După ce zona a fost ocupată de germani, el a fost mobilizat de ei ca să lucreze în calitate de medic într-un lagăr de prizonieri de război din Rusia.
După eliberarea sa din serviciul german, în iunie 1915 s-a alăturat Legiunilor poloneze. A servit ca ofițer în Regimentul de Infanterie Legiunea a 6-a (6 Pułk Piechoty Legionów) și a comandat un pluton și o companie. În iulie 1917, în urma Crizei Jurământului, a fost prizonier într-un lagăr din Beniaminów. În martie 1918, după eliberarea din prizonierat, a început să lucreze la o agenție de servicii sociale (Rada Główna Opiekuńcza), în timp ce își continuă implicarea cu „Zet”.

## Perioada interbelică
În noiembrie 1918, Pełczyński a fost acceptat în armata poloneză și pus la comanda unei companii, apoi a unui batalion, a Regimentului de infanterie a Legiunilor a 6-a. În martie 1920, a fost transferat la Școala de Ofițeri-Cadeți de Infanterie (Szkoła Podchorążych Piechoty) din Varșovia în calitate de comandant de companie, apoi comandant de batalion. Din septembrie 1921 până în septembrie 1923 a frecventat Colegiul de Război (Wyższa Szkoła Wojenna) din Varșovia. După ce a absolvit cu diplomă de ofițer de Stat Major s-a întors la Școala de Ofițeri-Cadeți de Infanterie în calitate de comandant de batalion.
În iulie 1924 a fost detașat la Biroul Consiliului Intern de Război (Ścisła Rada Wojenna). În mai 1927 a început serviciul în al doilea departament al Statului Major polonez (secția de informații) ca șef al Departamentului de informații (Wydział Ewidencyjny). În ianuarie 1929 a fost numit șef al Secției a II-a. Din martie 1932 până în septembrie 1935, el a comandat Regimentul de infanterie a Legiunii a 5-a (5 Pułk Piechoty Legionów) din Wilno (a făcut parte din Divizia de infanterie a Legiunii a 1-a de elită), apoi a revenit la conducerea Secțiunii II. 
În calitate de șef al celui de-al doilea departament al Statului Major Polonez, Pełczyński, la fel ca predecesorul său, colonelul Tadeusz Schaetzel și în calitate de șef adjunct Lt. Col. Józef Englicht, a susținut foarte mult proiectul Promethean al mareșalului Józef Piłsudski, care viza eliberarea popoarelor nonrusești ale Uniunii Sovietice. 
Pełczyński a fost cel mai longeviv șef în serviciu dinainte de război al Departamentului Secund (1929–32 și 1935 – ianuarie 1939). În ianuarie 1939 a fost eliberat din acest post și pus la comanda Diviziei a 19-a Infanterie (19 Dywizja Piechoty), staționată la Wilno. Se pare că mandatul său ca șef al Secțiunii II a fost încheiat de activitățile politice ale soției sale Wanda împotriva mareșalului Edward Rydz-Śmigły și a generalului Felicjan Sławoj Składkowski.

## Al Doilea Război Mondial
Poate că Pełczyński și-a adus cea mai mare contribuție la victoria aliaților în al Doilea Război Mondial cu mult înainte de deschiderea ostilităților, când a propus să ofere francezilor și britanicilor cunoștințe poloneze despre mașina germană Enigma. Potrivit colonelului Stefan Mayer, „De la gen. Pełczyński, acum rezident în Marea Britanie, știu că... i-a sugerat [șefului Statului Major General polonez, generalul Wacław Stachiewicz] că, în caz de război [iminent], secretul Enigma... să fie folosit drept contribuția noastră poloneză la apărarea comună și să fie divulgat viitorilor noștri aliați. [Pełczyński] i-a repetat [acest lucru] colonelului Józef Smoleński când [în] primele zile ale lunii ianuarie 1939 [Smoleński] l-a înlocuit ca... șef al [Secțiunii II]. Aceasta a fost baza [Instrucțiunile lt. col. Langer]... cand el... a reprezent[at] partea poloneză la conferința [de la Paris]... în ianuarie 1939 și apoi la Varșovia în iulie 1939. 
Darul polonezilor, către aliații lor britanici și francezi, de a decripta "Enigma" la Varșovia, pe 26 iulie 1939, cu doar cinci săptămâni înainte de izbucnirea războiului, nu a venit nici o clipă prea curând, deoarece a pus bazele descoperirilor criptografice britanice de mai târziu, care a produs spionajul Ultra care a fost un factor cheie în timpul războiului. Fostul matematician-criptolog Bletchley Park, Gordon Welchman, a scris mai târziu: „Ultra nu ar fi reușit niciodată, dacă nu am fi aflat de la polonezi, în ultima clipă, detaliile atât ale armatei germane... mașinii Enigma, cât și ale procedurilor de operare care erau în uz”. 
După izbucnirea războiului, din 5 septembrie 1939, Pełczyński a comandat o forță în spatele invadatorului Wehrmacht german.
După încheierea Campaniei din septembrie, a plecat la Varșovia pentru a lucra în clandestinitate cu Serviciul pentru Victoria Poloneză (Służba Zwycięstwu Polski , apoi cu Uniunea pentru Rezistență Armată (Związek Walki Zbrojnej sau ZWZ) și cu Armata Internă (Armia Krajowa sau AK). 
Din iulie 1940 până în aprilie 1941 a comandat districtul Lublin ZWZ. Pe măsură ce Gestapo-ul local se apropia, s-a întors la Varșovia și a acceptat postul de șef de personal al ZWZ (iulie 1941). Din iulie 1943, a fost și comandant adjunct al Armatei Interne. În noiembrie 1943, a fost avansat general-maior (generał brygady). 
El a comandat operațiuni de sabotaj efectuate de unitățile Kedyw împotriva mașinii de război germane (inclusiv distrugerea mai multor linii de cale ferată). El a luat parte la decizia de a începe Revolta din Varșovia. 
La cinci săptămâni de la Revolta din Varșovia, pe 4 septembrie 1944, Pełczyński a fost grav rănit când clădirea băncii de economii PKO de pe strada Świętokrzyska a fost bombardată și, ca urmare, nu a mai putut îndeplini sarcinile de șef de stat major al Armatei Interne.
După înăbușirea Revoltei, Pełczyński a fost închis de germani în lagărul Langwasser⁠(d), apoi la Colditz. 

## Anii ulteriori
După eliberarea sa de către Aliați în 1945, a plecat la Londra, în Anglia. 

## Decorații
- Crucea de aur a Ordinului Virtuti Militari
- Crucea de argint a Ordinului Virtuti Militari
- Crucea Independenței
- Crucea de ofițer a Ordinului Polonia Restituta
- Crucea Valorii (de trei ori)
- Crucea de aur a meritului
- Crucea Armatei Acasă